# EBIB
EBIB – Elektroniczna Biblioteka – portal bibliotekarzy i pracowników informacji – strona internetowa przeznaczona dla osób pracujących w bibliotekach czy ośrodkach informacji, studentów i pracowników bibliotekoznawstwa oraz zainteresowanych problematyką bibliotekoznawczą.
Działa od 1999 roku, tworzony jest przez bibliotekarzy wolontariuszy z całego kraju z różnych bibliotek zarówno akademickich, publicznych, jak i innych. W ramach portalu utworzono wiele serwisów informacyjnych (praca, konferencje, czasopisma, baza bibliotek, granty dla bibliotek itp.), czasopismo fachowe Biuletyn EBIB czy dział publikacji zwartych.
Platforma jest popularna w środowisku bibliotekarzy, wchodzi do niej ponad 50% czynnych zawodowo bibliotekarzy. Szczególnie na pierwszą stronę, gdzie codziennie dodawane są newsy ważne dla bibliotekarzy i ich pracy (webinaria, kursy, rocznice, wydarzenia, biogramy, granty, rządowe decyzje i inne).
Zespół redakcyjny powstał w roku 1997 jako grupa niezrzeszona, potem między rokiem 2001 a 2010 EBIB działał w strukturach Stowarzyszenia Bibliotekarzy Polskich jako Komisja Wydawnictw Elektronicznych, budwał pierwsze serwis elektroniczny tego stowarzyszenia i odpowiadał za elektroniczne formy komunikacji. W latach 90. i na początku tego wieku było to nie lada wyzwanie technologiczne.
W roku 2010 zespół zdecydował się powrócić do samodzielnego działania w tym celu założył Stowarzyszenie EBIB, którego głównym celem jest tworzenie serwisu i czasopisma dla bibliotekarzy a tym samym wspomaganie rozwoju zawodowego, wpływanie na zmiany i unowocześnianie bibliotek. Poza zmianami organizacyjnymi portal uzyskał nową szatę graficzną i technologię, wzbogacił komunikację z czytelnikami o EBIBlog i profil na Facebooku.
Przez wiele lat zespół stworzył nie tylko serwisy informacyjne, ale także Otwartą Platformę Edukacyjną – z kursami e-learningowymi na Moodle, czasopismo, wydawnictwa konferencyjne, bazę bibliotek polskich, słownik polsko-angielski terminologii bibliotecznej, portal „Uwolnij Naukę” promujący otwartą edukację i naukę i inne. Pracował z wieloma organizacjami bibliotecznymi w Polsce i za granicami kraju, takimi jak: SBP, LIBER, IFLA, EBLIDA, EIFL, a także z Koalicją Otwartej Edukacji.
Największą popularnością serwisu cieszy czasopismo fachowe Biuletyn EBIB, który wydaje rocznie kilka numerów poświęconych współczesnym bibliotekom i ich problemom. Dorobek tego czasopisma wynosi 196 numerów (dane z marca 2021), piszą dla niego bibliotekarze z Polski i zagranicy, redagują go nie tylko bibliotekarze zespołu EBIB, ale i osoby chętne z kraju, które są fachowcami z jakiejś dziedziny i chcą pełnić rolę redaktorów pomocniczych.
Sporo publikacji zawiera także dział Materiały Konferencyjne EBIB, w którym znajdują się prezentacje ze spotkań krajowych organizowanych zarówno ze Stowarzyszeniem EBIB, jak i przez inne instytucje.
Stowarzyszenie EBIB bierze udział w wielu debatach i dyskusjach środowiskowych, promuje bibliotekarzy i biblioteki oraz jest patronem spotkań branżowych